# Horst Limper
Horst Limper (* 8. August 1924 in Welschen Ennest; † 15. Juli 1984 in Elspe) war ein deutscher Kommunalpolitiker und ehrenamtlicher Landrat (CDU).

## Leben und Beruf
Nach dem Schulbesuch und Kriegsdienst sowie französischer Kriegsgefangenschaft absolvierte er von 1947 bis 1948 eine Banklehre und war ab 1949 als selbstständiger Kaufmann tätig. Limper war Inhaber einer Weinhandlung.
Er war verheiratet und hatte fünf Kinder.

## Abgeordneter
Dem Kreistag des Kreises Olpe gehörte er vom 19. März 1961 bis zu seinem Tod am 15. Juli 1984 an. Von 1952 bis 1961 war Limper Mitglied des Gemeinderates der Gemeinde Rahrbach. 

## Öffentliche Ämter
Vom 28. April 1971 bis zum 15. Juli 1984 war er Landrat des Kreises Olpe.
Limper war in verschiedenen Gremien des Landkreistages Nordrhein-Westfalen tätig.

## Sonstiges
Am 29. Juni 1981 wurde Limper das Bundesverdienstkreuz I. Klasse verliehen. Außerdem erhielt er zahlreiche weitere Ehrenzeichen, so z. B. den Goldenen Siegelring des Kreises Olpe. Er war Vorsitzender der Kommunalpolitischen Vereinigung der CDU des Kreises Olpe.
Die ehemalige Jugendbildungsstätte in Benolpe, das Horst-Limper-Haus, wurde nach ihm benannt.